# José Manuel Cano
José Manuel Cano (San Miguel de Tucumán, 15 de julio de 1965) es un político y odontólogo argentino. Se desempeñó como Senador Nacional y como Diputado Nacional por la provincia de Tucumán dentro del bloque de la Unión Cívica Radical.

## Carrera política
Dentro de la Universidad Nacional de Tucumán fue presidente del Centro de Estudiantes de la Facultad de Odontología.
Fue elegido legislador provincial en 2003 y reelecto en 2007.A fines de 2009 asumió como senador de la Nación por su provincia con el Acuerdo Cívico y Social. Desde el 10 de diciembre de 2012 se desempeñó como Presidente del Bloque de Senadores de la Unión Cívica Radical, hasta que el 9 de diciembre de 2013 renunció a su banca para asumir como diputado al día siguiente.
En 2011, presidiendo el comité del partido radical de la provincia, fue candidato a gobernador por el Acuerdo Cívico y Social en las elecciones generales de ese año, resultando en segundo lugar, con la reelección de José Alperovich por el Frente para la Victoria. En 2013 fue denunciado junto a su correligionaria de la UCR Silvia Elias de Pérez por de haber utilizado recursos públicos  de la Universidad Nacional de Tucumán para su campaña electoral en una causa judicial que investiga el juez federal Fernando Povinña sobre el un desvío sistemático de fondos  para campañas políticas de candidatos vinculados a la UCR, sobre todo en los años 2009 y 2011, en las personas de José Cano, Silvia Elías de Pérez y Luis Sacca.
Fue nuevamente candidato, por el Acuerdo para el Bicentenario, para la gobernación de Tucumán en 2015 siendo derrotado por el peronista Juan Manzur. en dichas elecciones un ciudadano presentó una denuncia penal contra los candidatos a gobernador y vice por el Acuerdo para el Bicentenario (APB), José Cano y Domingo Amaya y Eduardo Bourlé, titular de la Asociación Bancaria en Tucumán, por instigación pública a cometer delitos, por daño y por sedición
En 2017, José Cano fue denunciado por el Fiscal Marijuán en una causa por pedido de coimas a empresarios coreanos, que venderían sus productos al PAMI. Cano habría enviado a tres personas de su confianza, quienes viajaron a Seúl para cerrar negocios y pedir una coima del 10% para el diputado radical. Estas personas habían estado también acompañados por el sindicalista radical de trabajadores del PAMI, Osvaldo Barreñada. Se denunció despidos y aprietes a empleados municipales que no apoyan a Cano, empleados fueron despedidos de la Municipalidad capitalina por no apoyar a Cambiemos.
Se denunció despidos y aprietes a empleados municipales que no apoyan a Cano, empleados fueron despedidos de la Municipalidad capitalina por no apoyar a Cambiemos. En dichas elecciones cuatro personas entre ellos Hugo Alarcón -candidato a delegado comunal apoyado por Cano- fueron detenidas por quemar urnas e intentar comprar votos a cambio de comida
Asumió su segunda banca como diputado nacional en diciembre de 2017 en vista de las elecciones a gobernador de 2019 para Tucumán. Incluso hubo denuncias públicas afirmando que Cano financiaba su campaña con "dinero de juego y drogas".
El 15 de diciembre de 2017, fue elegido Secretario General del Comité Nacional de la UCR.

## Funcionario nacional
Recibió la titularidad de la Unidad Plan Belgrano por Mauricio Macri en diciembre de 2015, perteneciente a la Jefatura de Gabinete de Ministros y él decidió —al igual que Ricardo Buryaile, designado como Ministro de Agroindustria— no renunciar a su banca de diputado, sino pedir una licencia. La decisión de Buryaile y de Cano fue duramente criticada por las diputadas Victoria Donda y Alicia Ciciliani. José Cano dejó finalmente su banca de diputado nacional y Federico Masso de Libres del Sur le suplantó. En el marco de su gestión como director del Plan Belgrano fue denunciado por el fiscal Guillermo Marijuan, después de que este realizara una investigación preliminar sobre el viaje de tres personas vinculadas a Cano, que había ido a Corea del Sur para concretar un negocio en nombre del Estado por el que se sospecha habría efectuado un pedido de coimas. La causa quedó radicada en el juzgado a cargo de Sergio Torres. Ese mismo año el intendente de Tafí Viejo denunció que camiones provenientes del Ministerio de Desarrollo Social, de la Nación descargaban electrodomésticos, camas y colchones en San Miguel de Tucumán a  entregando de manera irregular bienes del Estado nacional en vehículos particulares y camiones de la capital tucumana con la intención de "comprar votos".
En 2024 defendió públicamente a Gerardo Morales por el encarcelamiento de dos hombres por hacer publicaciones en redes sociales sobre una supuesta infidelidad de su esposa, Tulia Snopek.